# Markthalle (Breslau)

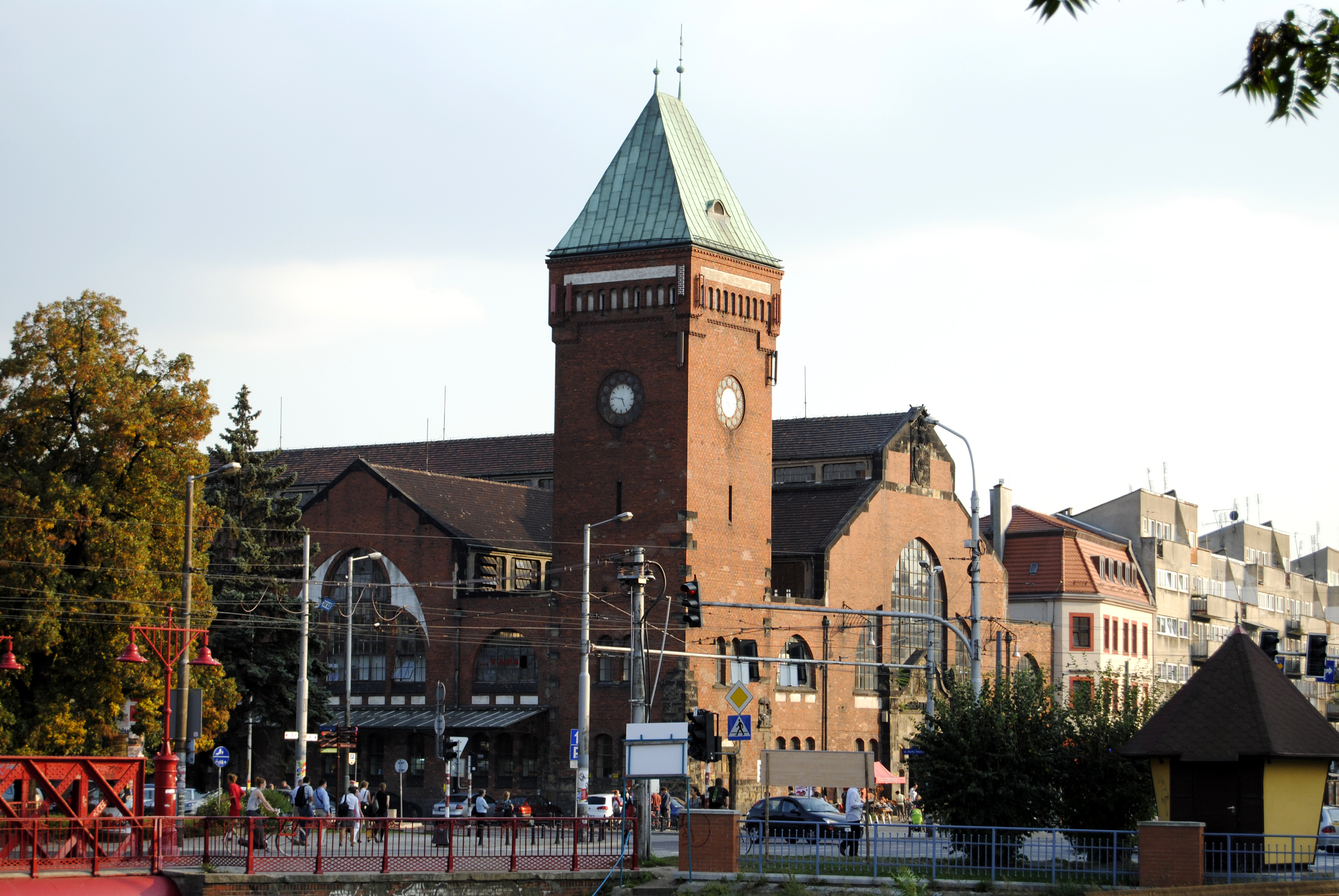
Die Markthalle von Norden gesehen

Die Markthalle (auch Markthalle Nr. 1, poln. Hala Targowa) in Breslau wurde zwischen 1906 und 1908 an der heutigen Ulica Piaskowa (deutsch: Sandstraße) erbaut.

## Geschichte

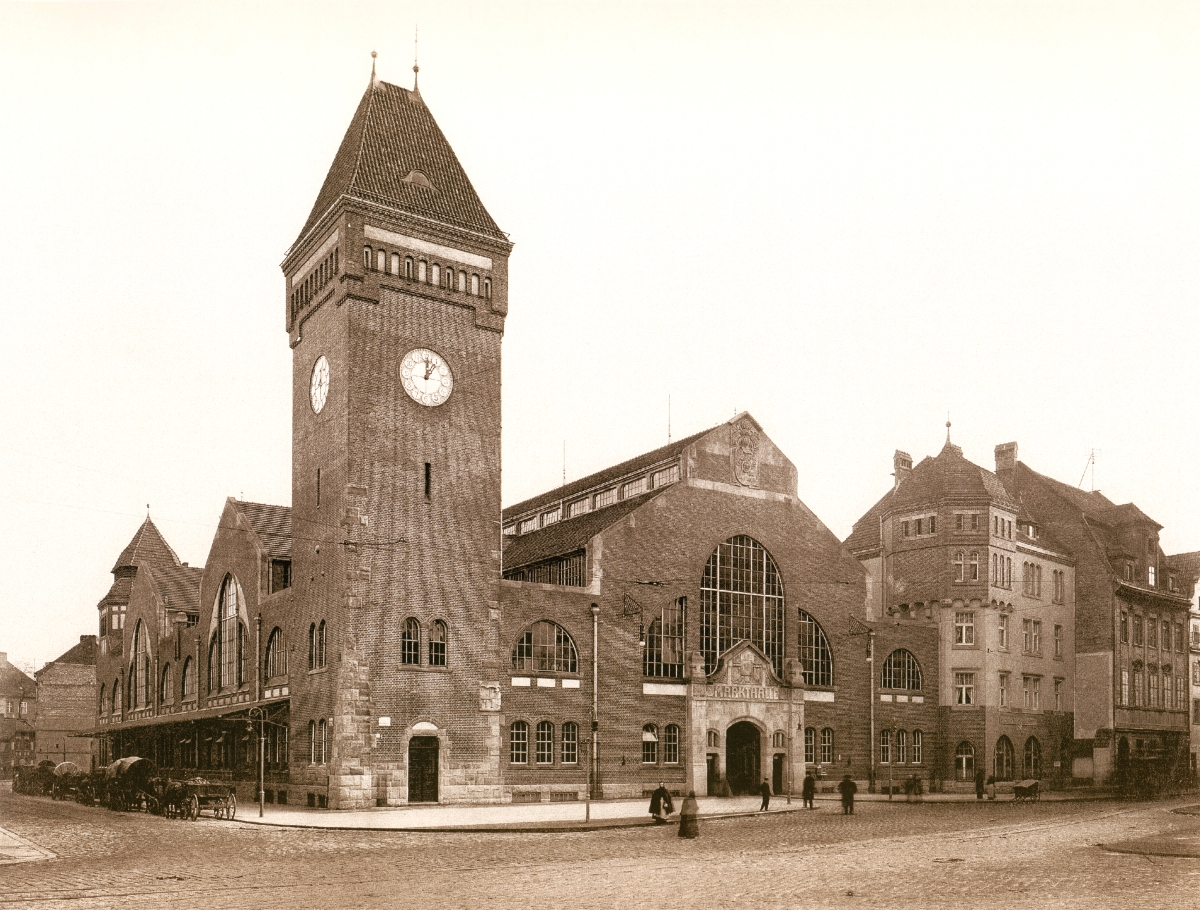
Markthalle 1, 1909

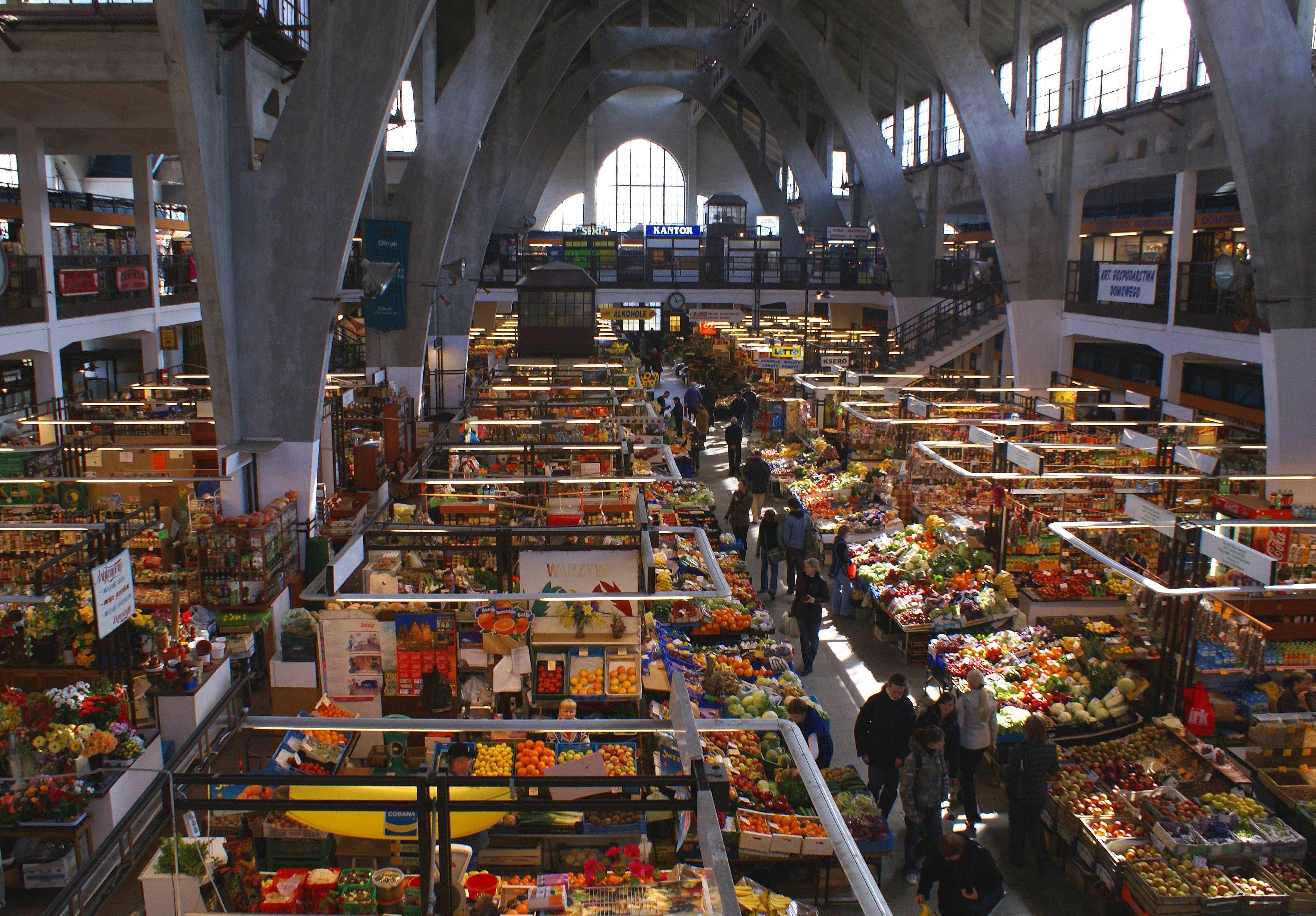
Blick in den Innenraum

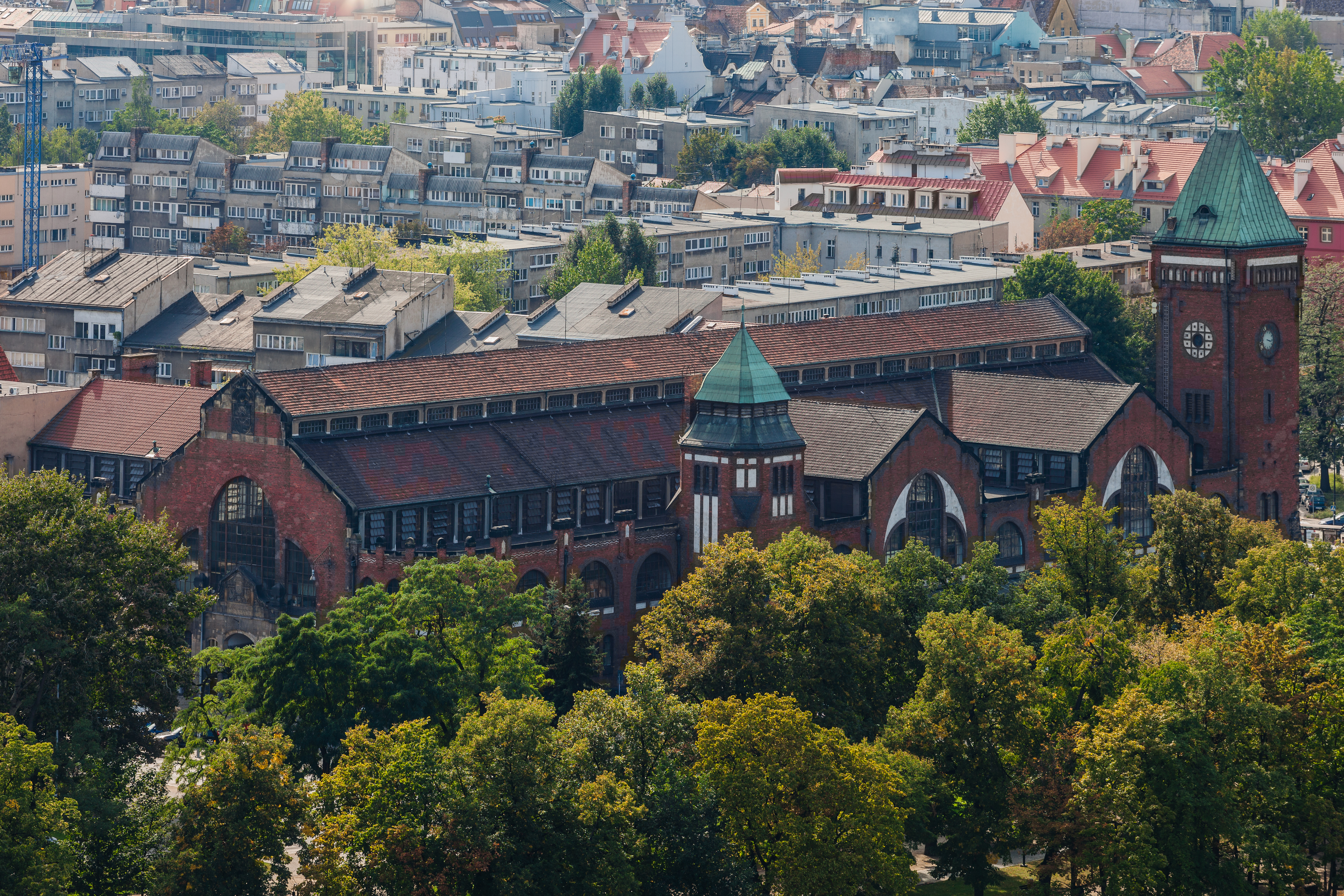
Gesamtkomplex

Die Planungen für eine neue Markthalle begannen 1905. Der Markt wurde bis dahin auf dem Breslauer Neumarkt abgehalten. Für die Planungen und Entwürfe waren Richard Plüddemann und Heinrich Küster zuständig. Als Ort wurde eine Fläche an der damaligen Sandstraße ausgesucht, in der Nähe der Oder (bzw. der Sandbrücke) sowie in direkter Nachbarschaft zum Universitätsviertel.
Im Herbst 1905 begann man mit dem Abriss alter Mietshäuser auf dem Grundstück. Ein Jahr später begannen die Bauarbeiten. Die Stahlbetonkonstruktion wurde durch das Bauunternehmen Lolat-Eisenbeton GmbH errichtet. Am 5. Oktober 1908 konnte die Markthalle 1 eröffnet werden. Nach der Eröffnung entwickelte sie sich zu einer der beliebtesten Einkaufsmöglichkeiten der Stadt und ist dies auch noch heute.
Im Zweiten Weltkrieg wurde die Halle stark beschädigt. Kurz nach dem Krieg wurde sie provisorisch wieder hergerichtet und zwischen 1980 und 1983 restauriert.
In der Halle werden vor allem Gemüse und Obst angeboten, vereinzelt aber auch andere Waren.

## Architektur
Die Gestaltung der neugotischen Fassade in Ziegelmauerwerk stammt von Architekt Stadtbaurat Richard Plüddemann. Das Dach wird von parabolischen Binder getragen, diese nur innen sichtbare Eisenbeton-Konstruktion konzipierte der Bauingenieur Heinrich Küster.
Die Markthalle verfügt über zwei Türme, die jeweils mit Uhren versehen wurden. Einer der Türme wurde 2018/2019 instand gesetzt.

## Markthalle 2
Zur gleichen Zeit entstand südlich der Breslauer Altstadt an der Friedrichstraße, der heutigen Ulica Kolejowa, die Markthalle 2. Sie wurde in gleicher Bauart mit ähnlichem Grundriss erbaut und war mit rund 3500 m² Verkaufsfläche nur wenig kleiner als die Markthalle 1. Diese Halle wurde im Zweiten Weltkrieg teilweise zerstört und danach nicht wiederaufgebaut. Die Ruinen wurden zunächst stehen gelassen und erst 1973 vollkommen beseitigt.